# Rupit
Rupit är en ort i Spanien.   Den ligger i provinsen Província de Barcelona och regionen Katalonien, i den östra delen av landet, 500 km öster om huvudstaden Madrid. Rupit ligger 845 meter över havet och antalet invånare är 219.
Terrängen runt Rupit är kuperad. Runt Rupit är det mycket glesbefolkat, med 3 invånare per kvadratkilometer. Närmaste större samhälle är Olot, 17,5 km norr om Rupit. I omgivningarna runt Rupit växer i huvudsak blandskog.